# Центральное бюро статистики Сирии
Центральное Бюро статистики Сирии (ЦБС) (араб. المكتب المركزي للإحصاء‎) является статистическим ведомством, осуществляющим функции по формированию официальной статистической информации о социальном, экономическом, демографическом и экологическом положении страны, а также функции по контролю и надзору в области государственной статистической деятельности на территории Сирийской Арабской Республики.
Бюро находится в подчинении канцелярии Премьер-министра Сирии и имеет главный офис в Дамаске. ЦБС была создана в 2005 году и находится в ведении административного Совета, возглавляемого заместителем премьер-министра по экономическим вопросам.